# John M. Haines

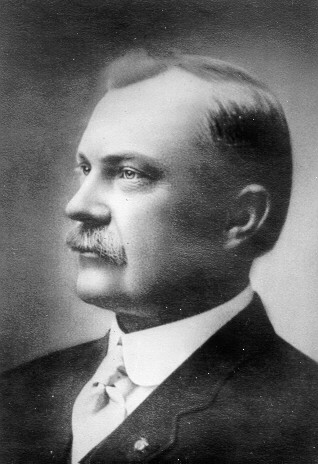
John M. Haines

John Michiner Haines (* 1. Januar 1863 im Jasper County, Iowa; † 4. Juni 1917 in Boise, Idaho) war ein US-amerikanischer Politiker und von 1913 bis 1915 Gouverneur des Bundesstaates Idaho.

## Frühe Jahre und politischer Aufstieg
John Haines besuchte drei Jahre lang das Penn College und brach danach aus gesundheitlichen Gründen seine weitere Schulbildung ab. Er zog nach Richfield in Kansas und wurde auf dem Immobilienmarkt tätig. Politisch wurde er Mitglied der Republikaner. In Kansas gehörte er dem Vorstand dieser Partei an. Außerdem war Haines beim Morton County als Deputy Clerk angestellt. Im Jahr 1889 wurde er Grundbuchbeamter. Ein Jahr später zog er nach Boise, wo er wieder im Immobiliengeschäft arbeitete. Von 1907 bis 1909 war er Bürgermeister dieser Stadt.

## Gouverneur von Idaho
Im Jahr 1912 wurde Haines zum neuen Gouverneur seines Staates gewählt. Mit 33,2 Prozent der Stimmen setzte er sich knapp vor dem demokratischen Amtsinhaber James H. Hawley (32,2 Prozent) durch. Er trat seine zweijährige Amtszeit am 6. Januar 1913 an. In dieser Zeit wurde ein Schulausschuss gegründet. Ein Gesetz zur Entschädigung von Opfern von Arbeitsunfällen wurde vom Gouverneur mit einem Veto abgelehnt. Damals wurde das Power County gegründet. Der in finanzielle Schwierigkeiten geratene frühere Gouverneur N. B. Willey erhielt eine Sonderzahlung von 1200 Dollar als Pension. Im Jahr 1914 bewarb sich Haines erfolglos um seine Wiederwahl.
Nach dem Ende seiner Amtszeit am 4. Januar 1915 zog sich Haines aus der Politik zurück und widmete sich wieder dem Immobilienmarkt. Der mit Mary Symons verheiratete Ex-Gouverneur verstarb am 4. Juni 1917 und wurde in Boise beigesetzt.